# Мальгина, Наталья Владимировна
Наталья Владимировна Мальгина (род. 21 декабря 1973, Москва) — российский режиссёр-аниматор и художник-мультипликатор.

## Биография
Наталья Мальгина родилась 21 декабря 1973 года. Закончила 333 лицей при студии «Аргус» как художник-аниматор. Долгое время работала аниматором в мультфильмах Ивана Максимова, «Новые бременские», «Только для собак» и других, в 2000 году дебютировала как режиссёр мультфильмом «Иван и Митрофан на стадионе». Сегодня Наталья Мальгина выделяется среди прочих аниматоров своей сложной анимацией: персонажи её мультфильмов очень подробно прорисованы. Кроме мультфильмов Наталья Мальгина поставила несколько рекламных роликов. Рисует на курсах у Саши Дорогова.

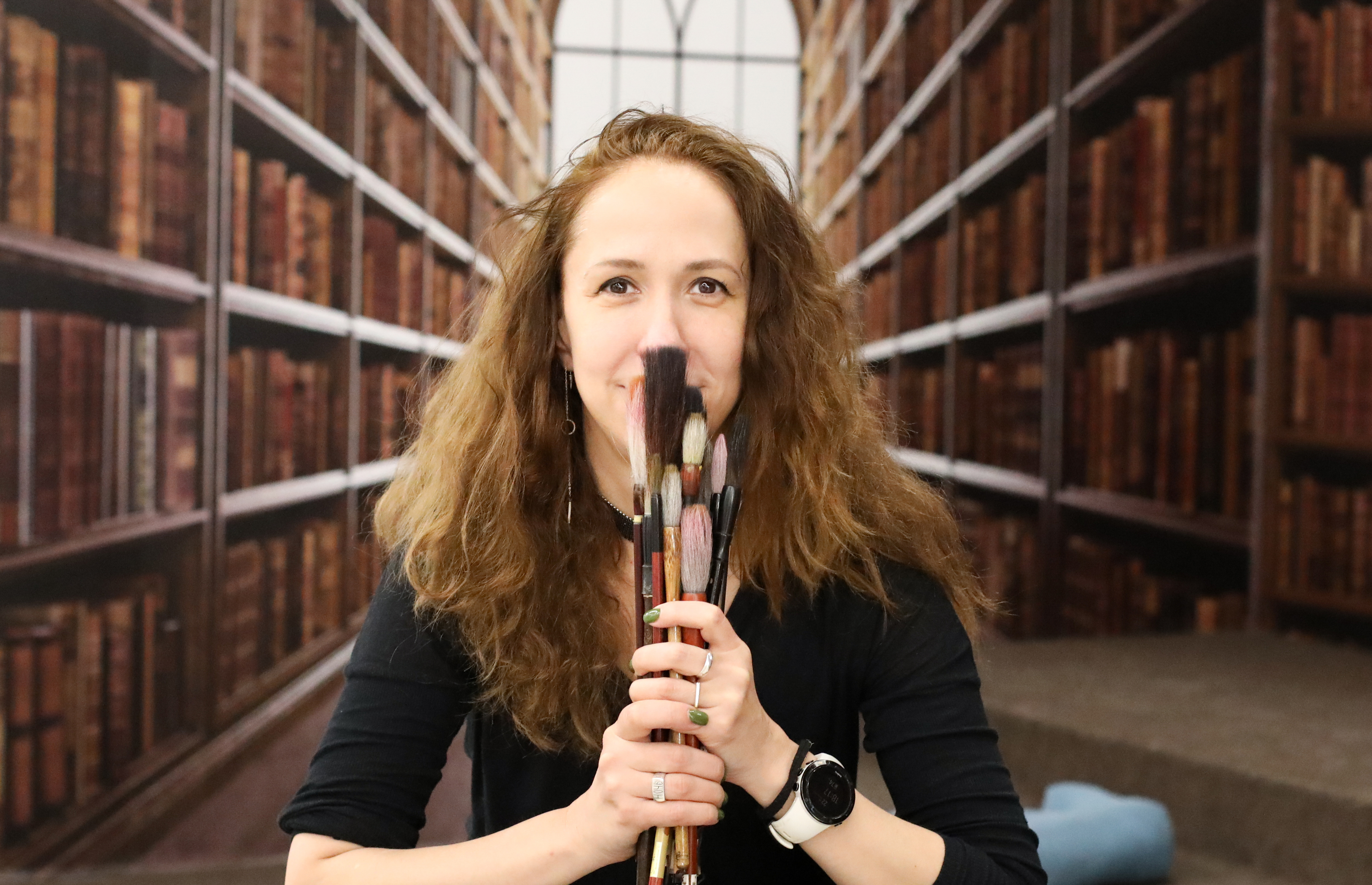
Наталья Мальгина в Российской государственной детской библиотеке

## Фильмография
- 1997 — Кот в сапогах
- 2000 — Иван и Митрофан на стадионе
- 2004 — Щелкунчик (сорежиссёр)
- 2004 — Зинина прогулка Видео  на Vimeo
- 2005 — Ну, погоди! (выпуск 19) Видео на YouTube
- 2007 — Собачья дверца Видео  на Vimeo
- 2009 — Беззаконие Видео  на Vimeo
- 2010 — Оська. Святой.
- 2011 — Тайна Сухаревой башни. Чёрный Роджер.
- 2012 — Тайна Сухаревой башни. Узурпатор времени.
- 2012 — Маша и Медведь : Осторожно, ремонт!
- 2012 — Маша и Медведь : Хит сезона.
- 2013 — Маша и Медведь : Когда все дома.
- 2013 — Маша и Медведь : Двое на одного.
- 2013 — Маша и Медведь : Нынче всё наоборот.
- 2014 — Маша и Медведь : Героями не рождаются.
- 2015 — Маша и Медведь : Дорогая передача.
- 2015 — Маша и Медведь : До новых встреч.
- 2016 — Маша и Медведь : Страшно, аж жуть!
- 2016 — Маша и Медведь : К Вашим услугам.
- 2017 — Маша и Медведь : Есть контакт!
- 2018 — Маша и Медведь : Сколько волка ни корми...
- 2018 — Маша и Медведь : Случай на рыбалке.
- 2019 — Маша и Медведь : Кем быть?
- 2019 — Машины Песенки : Из Англии с любовью.
- 2020 — Машины Песенки : Чай со слоном.
- 2020 — Маша и Медведь : Медовый день.

## Награды
- «Зинина прогулка» — Первый детский фестиваль отечественной анимации «Радуга детства» : профессиональное детское жюри признало мультфильм «Зинина прогулка» самым ярким авторским мультфильмом.[1]
- «Собачья дверца»
  - IX Международный фестиваль детского и юношеского кино «Лістападзік-2007» в Минске: Диплом «За талантливое раскрытие острой социальной темы».[2]
  - «Большой Фестиваль Мультфильмов» в Детской программе Диплом.[3]
- «Беззаконие»
  - 15 Открытый Российский Фестиваль анимационного кино в Суздале: Приз «За лучший мультипликат».[4]
  - XVIII Фестиваль Российского кино «Окно в Европу» в Выборге: Диплом «За бережное отношение к классике».[5]
  - VII Международный благотворительный кинофестиваль «Лучезарный ангел»: в номинации «Лучшее анимационное кино» второй приз.[6]
- «Оська святой» — XVI Международный Фестиваль детского анимационного кино «Золотая рыбка»: спецприз жюри «Лучший мультипликат».[7]